# Nereidiformia
A subordem Nereidiformia é um grupo de poliquetas (grupo de anelídeos) marinhos errantes, incluído na ordem Phyllodocida. A subordem é composta pelas famílias Antonbruunidae, Chrysopetalidae, Hesionidae, Nereididae, Pilargidae e Syllidae.
Possuem corpo cilíndrico e alongado, com numerosos segmentos semelhantes entre si. Caracterizados principalmente pela distinção prostômio e peristômio, que podem estar fundidos em diferentes níveis, com antenas e cirros peristomiais.  

## Caracterização

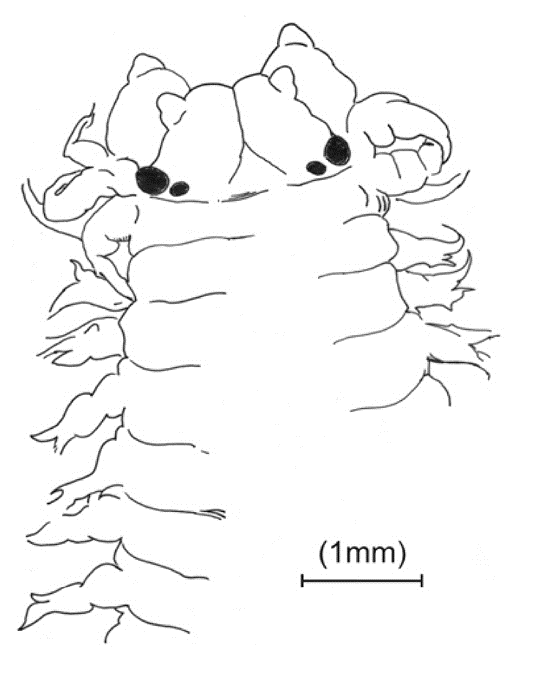
Vista dorsal da parte anterior de Namalycastis jaya, na qual observam-se parapódios, cirros e segmentação.

Nerediformia é uma subordem de poliquetas marinhos errantes (não-sésseis), animais invertebrados anelídeos, que podem ser de vida livre ou apresentar hábitos comensais. Diversas das espécies possuem hábitos de escavadores e enterrarem-se no sedimento. Podem ser encontrados em regiões costeiras, áreas entremarés ou até abissais. Apresentam desenvolvimento indireto, ou seja, começam sua vida como larvas, que após um processo de metamorfose, chegam a forma adulta. Geralmente se apresentam como animais carnívoros ou onívoros , exibindo tanto hábitos predadores, quanto de animais suspensívoros (filtradores), alimentando-se pequenas partículas suspensas na água, e detritívoras, que ingerem o sedimento e digerem o material orgânico nele contido..  

## Morfologia
Estes animais apresentam corpo cilíndrico e alongado, com numerosos segmentos semelhantes entre si (segmentação homônoma). O prostômio e peristômio são distintos e podem estar fundidos em diferentes níveis, com antenas e palpos, normalmente curtos. Peristômio com cirros peristomiais. A faringe é eversível, se armada, pode apresentar mandíbulas e dentículos acessórios. Primeiro par de parapódios é lateral, todos são bem desenvolvidos, suportados por acículas, com cirros dorsais e ventrais. Parapódios tipicamente birremes, com notocerdas e neurocerdas, cuja morfologia varia nas diferentes famílias. O pigídio porta o ânus dorsalmente e possui cirros anais  .
Dado que pertencem ao grupo dos anelídeos, são animais celomados e de sistema digestório completo, ou seja, possuem boca e ânus . Como os outros poliquetas, têm como  um dos mecanismos de respiração suas brânquias que os permitem respirar debaixo da água realizando as trocas gasosas. Mas muitos não têm brânquias e a respiração é cutânea..

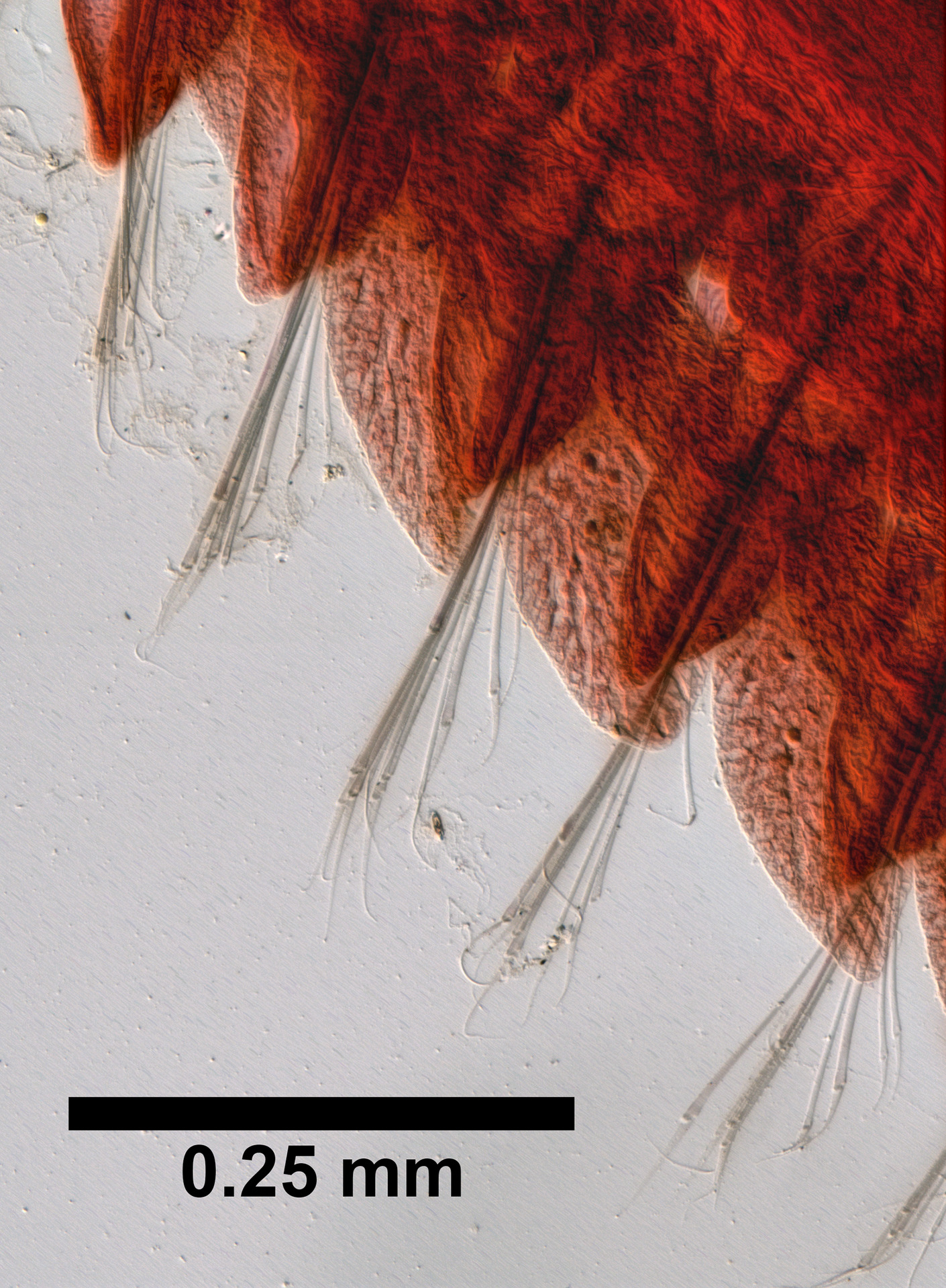
Parapódios em Syllidae.

## Diversidade
A subordem Nereidiformia é um grupo de poliquetas errantes, incluído na ordem Phyllodocida. A subordem é composta pelas famílias Antonbruunidae, Chrysopetalidae, Hesionidae, Nereididae, Pilargidae e Syllidae. O site WoRMS  relata 2240 espécies descritas para o grupo. Os gêneros e espécies são agrupados nas 6 famílias que divergiram nesse grupo, ao longo da história, mas as relações filogenéticas entre essas famílias ainda não estão bem esclarecidas.
Geograficamente, apresentam ampla distribuição pelo mundo, estando presente quase em todos os oceanos. Apesar de se encontrarem preferencialmente em ambientes bentônicos, de águas superficiais, e também são encontrados em regiões de mar profundo.

## Taxonomia
Inicialmente o grupo Nereidiformia foi criado para acomodar grandes famílias de poliquetas errantes, como Hesionidae, Nereididae e Syllidae. O agrupamento foi proposto baseado em caracteres morfológicos, de acordo com a filogenia aceita na época. Desde então, sucessivas revisões, tanto morfológicas como moleculares, revalidaram alguns grupos e mudaram a posição de outros, de maneira que ainda não há um consenso com relação ao grupo-irmão de Nereidiformia, nem quanto à organização interna de suas famílias.
As famílias Chrysopetalidae, Hesionidae e Nereididae formam um grupo monofilético, devido à presença de cerdas com câmaras, com estrias transversais na medula, formando diafragmas. Características morfológicas das cerdas têm sido largamente utilizadas, na sistemática de poliquetas e evidências ultraestruturais das cerdas corroboram essas cerdas estriadas como característica sinapomórfica. Membros de Syllidae não apresentam tais cerdas, portanto não pertencem a este grupo. .
Quanto a Hesionidae, ainda é controverso se a família é um grupo monofilético ,embora isto seja sugerido pelas semelhanças morfológicas, entre os animais desta família. São um grupo diverso, com numerosos eventos de especiação, ao longo de sua história evolutiva, englobando uma variedade enorme de formas.
Também há controvérsia na identidade das famílias Chrysopetalidae e Palmyridae, ambas são muito similares e frequentemente consideradas sinônimos  as duas são por vezes agrupadas na “superfamília” Chrysopetalacea. As duas famílias são caracterizadas por notopódios providos de páleas, dispostas em fileiras transversais sobre o dorso, tendo como diferença básica o número de antenas. Entretanto, Palmyridae é considerada atualmente como sinônimo de Aphroditidae, em Aphroditiformia . Mas posteriormente Chrysopetalidae foi identificado como uma ramificação de poliquetas dentro de Phyllodocida .
Os Chrysopetalidae também se aproximam dos Euphrosinidae pela posição semelhante das cerdas dorsais e pelas estruturas do prostômio. O gênero Palmyreuphrosine é sugerido como intermediário entre as duas famílias , mas este gênero é atualmente considerado como pertencente a Euphrosinidae, em Amphinomida.
Com relação à família Pilargidae, há discussão na literatura e não há consenso sobre sua posição filogenética, devido à grande distinção morfológica que pode existir entre os gêneros da família. Uma das hipóteses é que o táxon Pilargidae seja derivado de Hesionidae. Isto se deve aos caracteres específicos de Pilargidae, que também ocorrem em alguns animais de algumas espécies de Hesionidae. Também foi sugerido que os Pilargidae tenham evoluído a partir de Hesionidae neotênicos. Todavia, dados moleculares rejeitam a inclusão de Pilargidae em Hesionidae. .
Já para a família Antonbruunidae, as semelhanças morfológicas com Clamyzinae e Nautiliniellidae, devido à convergência do estilo de vida simbiótico com bivalves, fizeram com que Antonbruunidae, por muito tempo, considerada sinônimo desses grupos. Essas relações não foram suportadas filogeneticamente, após a análise de dados moleculares, utilizando os genes de RNA 16S e 18S, que afirmam a inclusão de Antonbruunidae em Phyllodocida, numa posição próxima a Pilargidae, embora as relações entre estas famílias ainda sejam obscuras.

## Filogenia

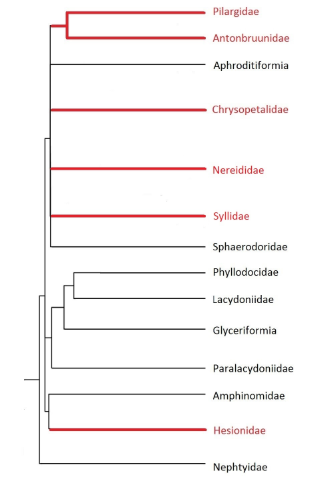
Filogenia de famílias de poliquetas, evidenciando famílias de Nerediformia (polifilética, nesta filogenia) modificado de.

Como descrito em Taxonomia, há diversas revisões na literatura, em relação às relações filogenéticas internas de Nereidiformia, não havendo, ainda, um consenso. A filogenia aqui apresentada é baseada em uma das mais recentes disponíveis na literatura . Tal filogenia foi feita a partir de dados de 16S rDNA, 18S rDNA, consistindo de 2250 estados de caráter. As árvores foram obtidas por análise Bayesiana e máxima verossimilhança. .